# Acanthagrion peruanum
Acanthagrion peruanum е вид насекомо от семейство Coenagrionidae.

## Разпространение
Видът е разпространен в Перу.